# Jaroslav Hlava
Jaroslav Hlava (7. května 1855, Dolní Kralovice – 31. října 1924, Praha) byl český patologický anatom.

## Život, odborná činnost
Narodil se v Dolních Kralovicích (původní zástavba byla v letech 1968–1975 zbourána z důvodu výstavby vodní nádrže Švihov). V roce 1879 promoval na lékařské fakultě Univerzity Karlovy v Praze. V roce 1883 byl jmenován suplujícím, o rok později mimořádným, a v roce 1887 řádným profesorem patologické anatomie. Byl prorektorem všeobecné nemocnice a ředitelem Českého patologicko-anatomického ústavu. Byl průkopníkem české bakteriologie a patologické anatomie. Zabýval se etiologií infekčních onemocnění a onkologií.

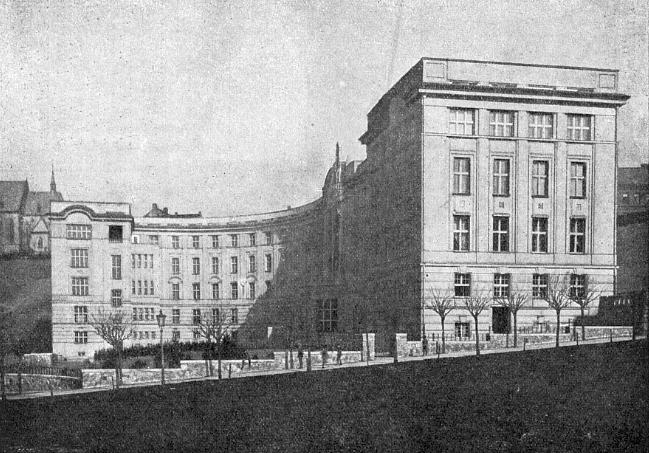
Hlavův ústav na Albertově (1921)

Založil a nechal postavit při univerzitě patologicko-anatomický ústav. Stavba tohoto ústavu začala v roce 1908, dokončena byla v roce 1921 a otevřena pod názvem Hlavův ústav (dnešní Ústav patologie 1. LF UK a VFN). V roce 1921 byl patologický ústav české univerzity přemístěn do prostor v nové budově na Albertově. Byl nazván po svém zakladateli, prof. Hlavovi jako „Ústav Hlavův“.
Čtyřikrát zastával funkci děkana lékařské fakulty a v akademickém roce 1906–1907 byl rektorem Univerzity Karlovy.
Je autorem díla z roku 1887 O úplavici – předběžné sdělení, o kterém se původně z důvodu špatného překladu soudilo, že jeho autorem je lékař jménem O. Uplavici.
V patologickém ústavu na Albertově byl umístěn již v roce 1898 portrét profesora Hlavy, který vytvořil malíř mánesovské generace Josef Schusser. Na portrétu je profesor zobrazen se zkumavkou v ruce na pozadí své knihovny.
Byl označován za nestora českých lékařů. Až do své smrti byl předsedou státní zdravotní rady. Zemřel roku 1924 v Praze, tělo bylo zpopelněno v krematoriu na Olšanských hřbitovech.

## Kulturní zapojení
V roce 1898 byl profesor Hlava v souvislosti s organizací výstavy architektury a inženýrství v Praze, kde byla připravována i nová divadelní scéna (později nazvaná Uranie) zvolen předsedou výboru pro vytvoření „druhého českého divadla“.
Byl spoluzakladatelem Společnosti Národního divadla, místopředsedou jejího správního výboru a v letech 1910–1920 zastával funkci předsedy Společnosti ND.

## Citát
| „                 | Měl jsem málokoho tolik rád jako tohoto harmonického člověka a navzájem snad málokdo v životě měl tak rád i mne...Šťastná pohoda srdce i ducha byla jistě nejvlastnějším znakem jeho bytosti; tou vítězil a okouzloval, kdekoliv se objevil. Veliký, tvůrčí vědec měl rád plnost života i nejkrásnější jeho výkvět, umění, ve všech jeho podobách. Umění měl opravdu rád a nesháněl ho jako pouhou modu nebo odpočinek po práci; chutnalo mu, žil je, chápal je – a rozuměl mu. | “ |
| — Jaroslav Kvapil | |   |